# ياغر (مشاة)

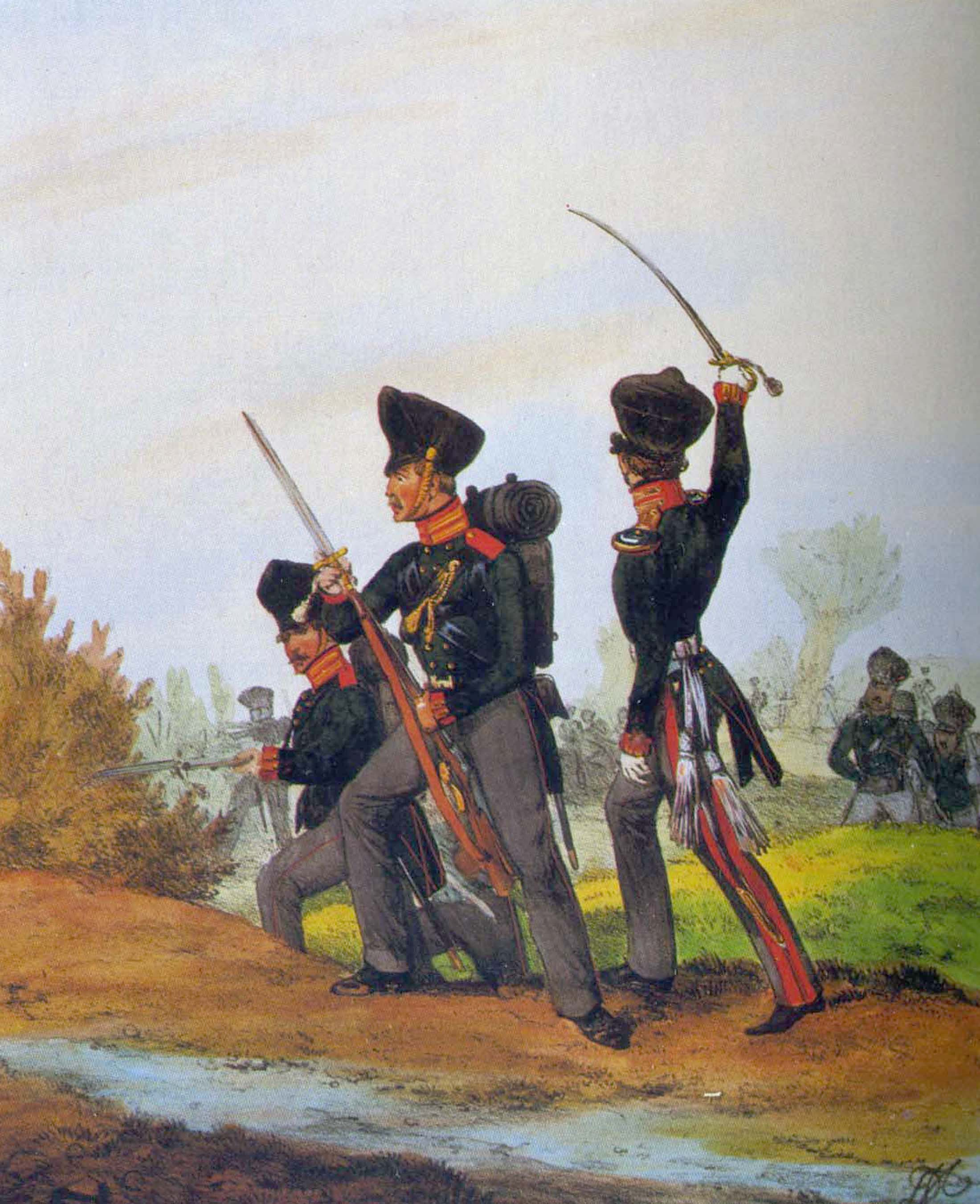
يواغر هسيون 1835-1843

الياغر (مفرد [der] Jäger، صيغة الجمع [die] Jäger، تُلفظ بالألمانية: [ˈjɛːɡɐ]) هو مصطلح عسكري ألماني أشار أصلاً إلى المشاة الخفيفة، ولكن أصبح له استخدام أوسع.
على الرغم من أنه يمكن ترجمتها حرفيًا كـ «صياد»، إلا أنه في الدول الناطقة بالألمانية خلال أوائل العصر الحديث، استخدم مصطلح ياغر لوصف عمليات المناوشات والاستطلاع والقناصة. دل ياغر على رجال المشاة الخفيفة.

## عصر التنوير (القرن الثامن عشر)

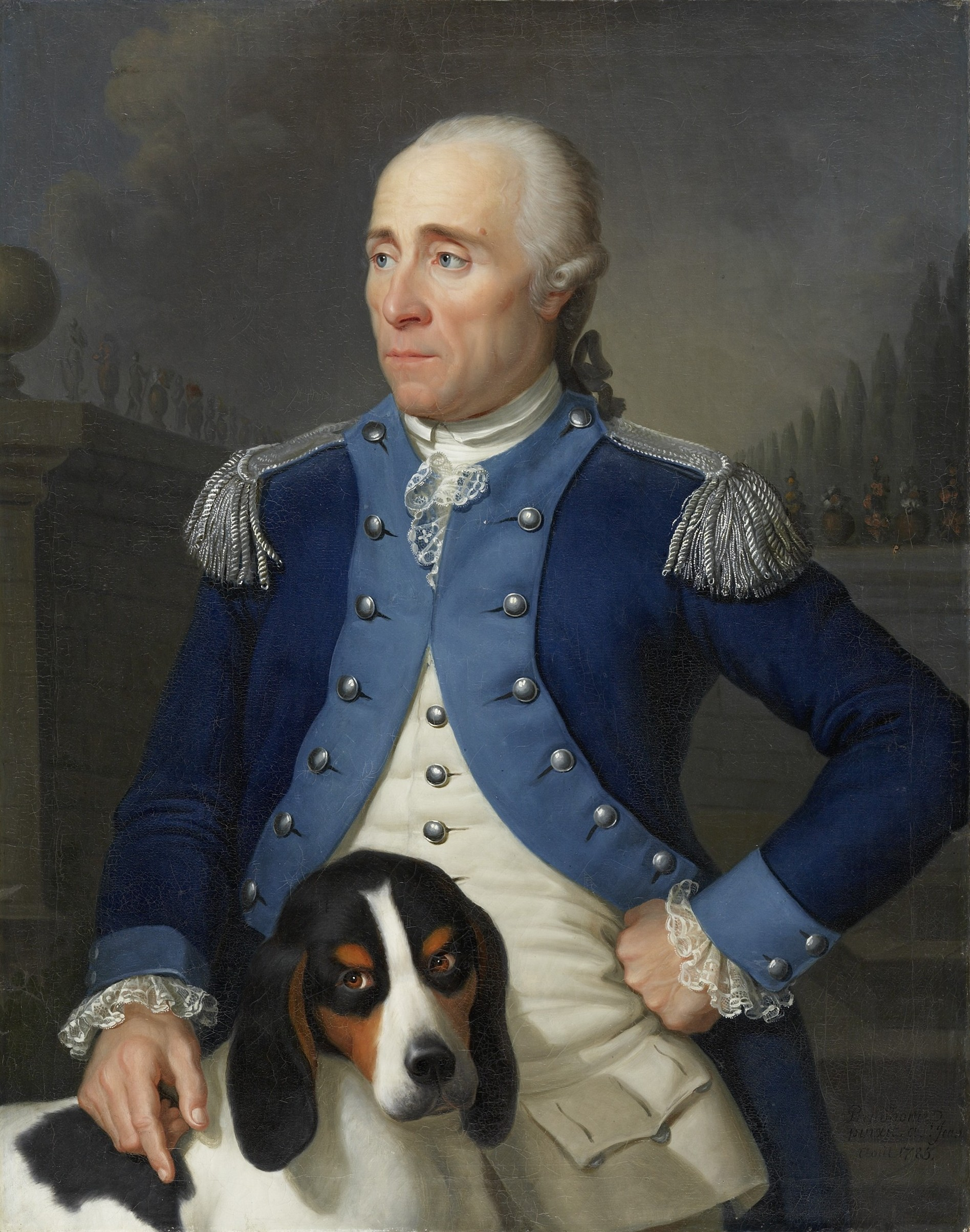
فرانز رودولف فريشينغ في زي ضابط في بيرن فيلق ياغر عام 1785

وفقًا للنظرية الشائعة، كانت أقرب وحدة معروفة من ياغر هي سرية تأسست في حوالي عام 1631 في لاندغريفية هسن كاسل، بقيادة وليام الخامس لاندغريفية هيس كاسل. يُفترض أن فيلهلم قام بتشكيل وحدة مشاة خفيفة تابعة لجيش هسن.
ومع ذلك، لم يبدأ التجنيد على نطاق واسع حتى في النصف الأول من القرن الثامن عشر في مختلف الولايات الألمانية.

## قبل الحرب العالمية الأولى
بحلول أوائل القرن العشرين، كانت وحدات ياغر جزءًا من الجيوش الإمبراطورية الألمانية والنمساوية المجرية والسويدية والهولندية والنرويجية. تشبه المشاة الخفيفة للقوات البريطانية والفرنسية والإيطالية والجيوش الأخرى. في حين أن هذه الوحدات لا تزال تتمتع بمكانة كبيرة وعالية في الفيلق، إلا أن تدريبها ومعداتها وأدوارها التكتيكية أصبحت في معظمها متماشية مع كتائب المشاة التابعة لجيوشهم.

### الإمبراطورية الألمانية

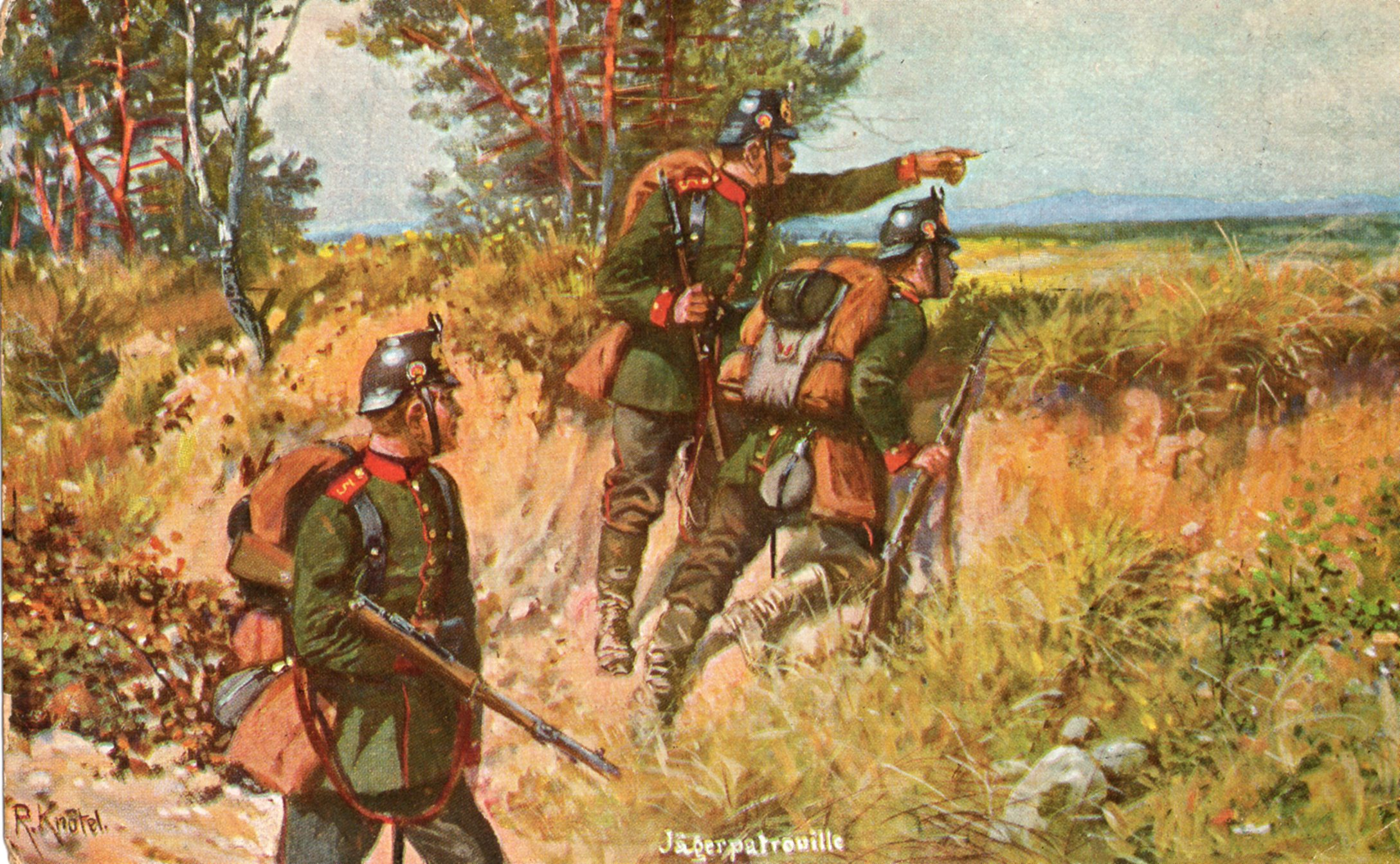
Jägerpatrouille، لوحة ريتشارد نوتيل (1910)

اشتهرت وحدات ياغر الألمانية التي تميزت بارتدائها الستر الخضراء الداكنة في وقت السلم وشاكوس (الستر الزرقاء الداكنة وبيكلهاوبه المشاة الألمانية).

### النمسا-المجر

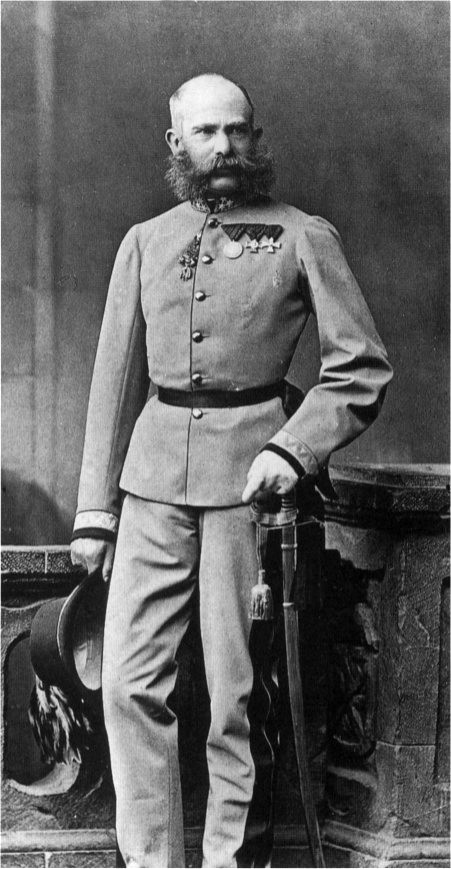
الإمبراطور فرانتس يوزف الأول في ثوب موكب Kaiserjäger 1879

ضم الجيش النمساوي الهنغاري في عام 1914 أربعة أفواج من تيرولر كايزيراجر، المنحدر من وحدة نشأت لأول مرة في عام 1801. كما تم تجنيد 29 كتيبة من فيلدجاغر من مناطق مختلفة في جميع أنحاء الإمبراطورية (بما في ذلك 7 كتائب مجرية و5 كتائب بوهيمية و 4 غاليسية) وكتيبة بوسنية هيرتزغوفينية فيلدجيغر (بوسنيش-هيرسيغوفينيشس فيلدجيغيرباتيون). وارتدى جميعهم ملابس رمادية اللون ومزينة باللون الأخضر، بقبعة مستديرة تحمل أعمدة مميزة من الريش الأخضر الداكن.

## الحرب العالمية الثانية ألمانيا

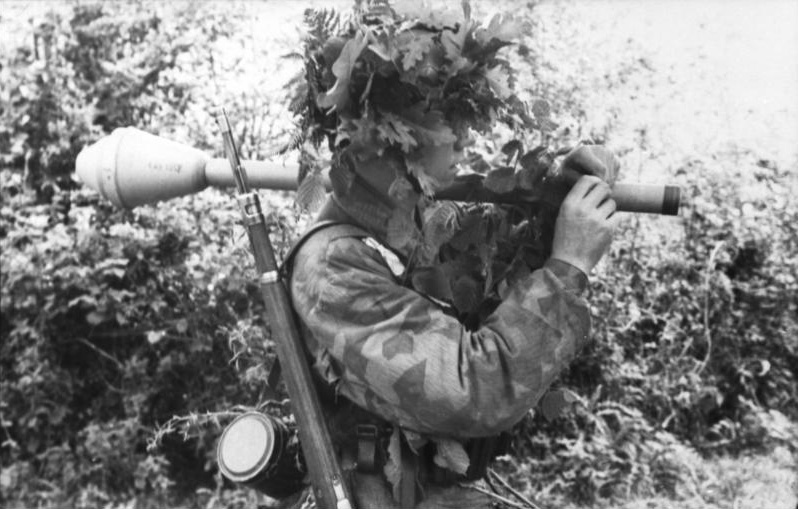
فالشيرم يجر (المظليين الألمان) في نورماندي في يونيو 1944، مرتديًا ملابس مموهة

بعد الحرب العالمية الأولى، تم حل وحدات ياغر التابعة للجيش الإمبراطوري الألماني، لكن تقاليدهم كانت تنفذ من قبل أفواج المشاة الابعة لالرايخويهر جمهورية فايمار التي تضم 100000 رجل. بعد أن وصل النازيون إلى السلطة في عام 1933 وبدأت إعادة تسليح ألمانيا، أعاد الفيرماخت الجديد اسم ياغر لأنواع مختلفة من الوحدات:

## بعد الحرب العالمية الثانية

### ألمانيا
Jäger (باختصار: Jg ؛ الإنجليزية: صياد) هو أدنى رتبة جندي من الرجال المجندين في الجيش الألماني في العصر الحديث للجنود المشاة الخفيفة والمظليين والقوات الجبلية. تم تجميعها كـ OR1  في حلف الناتو، وقد تكون مماثلة للجندي (الرتبة) في جيش الولايات المتحدة وكذلك الجيش البريطاني، أو مع القوات المسلحة الأنجليكانية الأخرى.